# 아즈마 히로마사
아즈마 히로마사(일본어: 吾妻 弘将, 1977년 8월 29일 ~ )는 일본의 전 축구 선수이다.

## 구단 경력
과거 방포레 고후에서 활동하였다.